# Formmeister
Formmeister war der Titel der leitenden, für die Formgebung zuständigen Lehrer in den Werkstätten des Staatlichen Bauhauses in Weimar. Die Position entsprach der eines Professors an anderen Kunsthochschulen und -akademien. In den einzelnen Lehrwerkstätten stand den Formmeistern jeweils ein Werkmeister für die handwerkliche Ausbildung der Schüler unterstützend zur Seite.
Ab 1926 wurden die Formmeister am Bauhaus, das 1925 nach Dessau umgezogen war, wie an anderen vergleichbaren Ausbildungsstätten auch Professoren genannt.
Dieser schulische Lehrtitel ist nicht zu verwechseln mit dem Fortbildungsberuf Formermeister (s. Former) im Gießereigewerbe, der in älterer Literatur ebenfalls Formmeister genannt wird.